# Polycanthagyna chaoi
Polycanthagyna chaoi är en trollsländeart som beskrevs av Yang och Li 1994. Polycanthagyna chaoi ingår i släktet Polycanthagyna och familjen mosaiktrollsländor. Inga underarter finns listade i Catalogue of Life.